# 軽辺るか
軽辺 るか（かるべ るか、1993年12月8日 - ）は日本の女優、アイドルである。東京都出身。フリーランス。ミス東スポ2013グランプリ。元「お掃除ユニット東京CLEAR'S（クリアーズ）」メンバー。元「昭和浪漫プロジェクト」メンバー。

## 略歴
- 1993年12月8日　東京都生まれ。
- 8歳でタレント養成所に加入。舞台、ドラマ等に子役として出演。ピンクレディー全国ツアーのキッズバックダンサーも務めた。
- 2012年1月　「軽辺るか」として、お掃除ユニットCLEAR'Sに加入。
- 2012年9月　日産センチュリー証券(現・日産証券)イメージガールに就任。2013年8月まで務めた。
- 2013年1月　ミス東スポ2013 グランプリ受賞[1]。グランプリ同時受賞者は黒沢美怜と上林英代。
- 2013年12月28日　「お掃除ユニットCLEAR'S」解散を機にCLEAR'Sから卒業[2]。
- 2014年3月6日　「お掃除ユニット東京CLEAR'S(2015年2月1日発足)」に加入を表明[3]。沢辺りおんとともにCLEAR'Sに復帰することとなった。同14日に初ライブ。
- 2014年8月7日　「昭和浪漫プロジェクト」初リサイタル開催。出演は、時乃真央、川又静香、佐野このみ、軽辺るか。
- 2014年9月10日　「お掃除ユニットCLEAR'S」名義にて、ビクターエンタテイメント・VERSIONMUSICレーベルより、シングルCD「ビ・ビ・ビ・ビューティー!!!」にてメジャーデビュー[4]。
- 2015年3月18日　「お掃除ユニットCLEAR'S」2ndシングル「ヨゴしたくないcry」発売。選抜A班入りし、表題曲収録メンバーとなる。CLEAR'Sとして各種メディアにも出演。
- 2015年4月28日　CLEAR'S 2ndシングル「ヨゴしたくないcry」特典券順位発表で、人気投票・第3位を獲得[5]。
- 2015年10月21日発売　「お掃除ユニットCLEAR'S」3rdシングル「答えしか知らないツライ」発売。初回限定版type-Bのジャケットのメインを飾る。人気投票・第２位を獲得。
- 2016年9月21日発売　4thシングル「キラリ☆NiPPON」で初回限定版type-Aのジャケットのメインを飾る。人気投票・第２位を獲得。
- 2017年6月7日発売　5thシングル「HEART WASH」で初回限定版type-Bのジャケットのメインを飾る。
- 2018年11月18日　解散を機に、お掃除ユニット東京CLEAR'Sを卒業。
- 2019年12月8日　26歳の誕生日を記念して「軽辺るか　birthday event ～まだまだ初めてだらけです～」を開催。

## 人物
- 趣味　宝塚(特に大和悠河のファン)、ミュージカル鑑賞、昭和歌謡マニア。
- 特技　バレエ(12年)、CLEAR'Sでは「ダンス部長」を務める。ものまね（南野陽子、天地真理他）。
- 掃除能力検定士 4級取得(2014年12月14日/日本掃除能力検定協会)[6]
- 好きな食べ物　お刺身、チーズ、チョコレート
- 好きな飲み物　カフェラテ
- 嫌いな食べ物　生のトマト(加熱調理後は大丈夫)、瓜系(メロン、スイカ)
- 好きな色　ピンク、パステルカラー
- 好きな言葉　初心忘るるべからず
- 嫌いな生き物　鳥(食べ物としての鳥肉は全く問題ない。)
- 部活　吹奏楽部（小学校：アルトホルン、中学校：トランペット）※小中共に茶道部も兼任
- 習い事　バレエ（4歳〜高校入学前まで）
- メロンタイプ　ホームランメロン - 2016年4月15日放送東京ケーブルネットワーク『Re:あらぶんちょ!』にて山口めろんがメロン占いを行った

## 出演
CLEAR'S・東京CLEAR'Sメンバーとしての出演は、お掃除ユニットCLEAR'Sを参照。

### テレビ
- 全力坂（2015年4月22日・27日、テレビ朝日）[7][8]
- パチFUN!（2015年7月22日[9]・7月29日[10]・8月5日[11]・8月12日[12]・8月19日[13]、テレビ埼玉）
- グランド魂（2015年7月26日初回放送[14]、MONDO TV）
- あらぶんちょ! 「ドルキャノ」（2016年4月11日初回放送、東京ケーブルネットワーク）
- あらぶんちょ! 「あらぶんちょ散歩」（2017年4月3日 - 、東京ケーブルネットワーク）
- あらぶんちょ! 「夏休みスペシャル　神保町カレーキングダム2017」（2017年7月31日 - 8月6日、東京ケーブルネットワーク） -「あらぶんちょ散歩」代表として出演

### ラジオ
- マルベル放送曲♪（レインボータウンFM） - 昭和浪漫プロジェクトのメンバーとしてレギュラー出演。毎月第五土曜日の放送のため、不定期である。

### 映画
- アルプス女学園（2014年9月27日公開）- 理沙 役

### 舞台
2012年
- 「ハムレッツ！！〜To be or Not to be〜」（2012年4月10日 - 15日、シアターグリーン BASE THEATER）- 大谷りよん 役
- 舞台版「ビーナスファンタジスタ」（2012年8月29日 - 9月2日、赤坂レッドシアター）

2014年
- ムラコシアター旗揚げ公演vol.1「5218」（2014年9月10日、千本桜ホール） - ゲスト出演
- Ann&Mary Presents Vol.2「Pirates of the Desert 2」（2014年10月1日 - 5日、シアターグリーン BIG TREE THEATER）
- 平成時代劇 萬屋錦之助一座「ざ☆よろきん」二〇一四年 新春本公演「振袖大火 〜吉原木遣り唄〜」（2014年1月4日 - 12日、シアターグリーン BOX in BOX THEATER） - 鯉 役
- 平成時代劇 萬屋錦之助一座「ざ☆よろきん」第七回本公演「高松心中　〜坊主と花魁の四十九日〜」（2014年4月8日 - 14日、シアターグリーン BASE THEATER） - メモリー 役
- 平成時代劇 萬屋錦之助一座「ざ☆よろきん」第八回本公演「玉菊灯籠」（2014年8月27日 - 9月2日、シアターグリーン BOX in BOX THEATER）

2015年
- 平成時代劇 萬屋錦之助一座「ざ☆よろきん」二〇一五年 新春三館同時本公演「汚泥河童」（2015年1月4日 - 11日、シアターグリーン BASE THEATER） - ヒロイン：雛 役
- 片肌☆倶利伽羅紋紋一座「ざ☆くりもん」第十三回本公演 「振袖大火 〜吉原木遣り唄〜」（2015年7月15日 - 19日、シアターグリーン BIG TREE THEATER） - 鯉 役

2016年
- 片肌☆倶利伽羅紋紋一座「ざ☆くりもん」二〇一六年 新春三館同時本公演「人情寄場」（2016年1月5日 - 11日、シアターグリーン BASE THEATER） - ヒロイン：ましろ 役
- 劇団TEAM-ODAC 第20回本公演「saigoノbansan（2016）」（2016年3月16日 - 20日、全労済ホール スペース・ゼロ） - 野々村優 役

2017年
- 片肌☆倶利伽羅紋紋一座「ざ☆くりもん」二〇一七年 新春三館同時本公演「冥途遊山」（2017年1月3日 - 9日、シアターグリーン BIG TREE THEATER） - 鬼子 役
- Ann&Mary Presents Vol.3 「PIRATES OF THE DESERT 3 ～偽りの羅針盤と真実の操舵輪～」（2017年4月12日 - 16日、シアターグリーン BIG TREE THEATER） - アーキル 役
- 平成時代劇 片肌☆倶利伽羅紋紋一座「ざ☆くりもん」第二十二回本公演 ミュージカル『高松心中〜坊主と花魁の四十九日〜』（2017年8月9日 - 13日、シアターグリーン BOX in BOX THEATER） - メモリー 役

2018年
- 劇団TEAM-ODAC「猫と犬と約束の燈（再演）」（2018年2月9日 - 12日、赤坂・草月ホール） - 淀川葉菜 役
- 劇団PIS★TOL 第四回本公演「この街の星屑」（2018年4月4日 - 8日、中野・劇場MOMO） - カンナ 役
- 五反田タイガー4th Stage「Casket〜深海から見える星〜」（2018年9月12日 - 17日、草月ホール） - くじらのクーちゃん 役

2019年
- 五反田タイガー5th Stage「OH,MY GODDESS!!〜あなたが望むなら〜」（2019年1月16日 - 20日、銀座・博品館劇場） - ヨクバリーナ 役
- 千葉電気工事株式会社 presents Monkey Works Vol.01 「キンギンヒシャカク！～乙女の一手～」（2019年2月14日 - 17日、赤坂・草月ホール） - 早坂火縄銃 役
- 劇団TEAM-ODAC「小さな結婚式〜いつか、いい風は吹く〜」 - 木下春 役
  - 大阪公演（2019年5月5日 - 6日、大阪ビジネスパーク円形ホール）
  - 東京公演（2019年5月15日 - 19日、全労済ホール スペースゼロ）

- 東京印公演 vol.15『「TIME TRAIN」～さよならの向こう側～2019』（2019年6月19日 - 23日、中野・テアトルBONBON） - 未来 役
- 五反田タイガー6th Stage「花街花魁クロニクル」（2019年7月10日 - 15日、赤坂・草月ホール） - 桃子 役
- 劇団まけん組 WALLOP☆THEATER「memory in the memories ～思い出の中の記憶～」朗読劇（2019年9月21日、WALLOP放送局）
- BEbox「Dream Lesson in 2019 autumn」（2019年10月11日 - 14日(12日は台風19号により公演中止)） - マフユ 役
- patisserie maison 3110 presents「おおばかもの〜ふくらめ!私のイースト菌〜」（2019年10月31日 - 11月4日、浅草花劇場） - 萬田引子 役
- 劇団まけん組 WALLOP☆THEATER「しあわせの場所」朗読劇（2019年12月28日、WALLOP放送局）
- 劇団PIS★TOL 第六回本公演「ババンババンバンバン」（2019年12月18日 - 22日、中野・劇場MOMO） - 主演：宝田南 役

2020年
- ラビット番長 第48回公演「成り果て」（2020年2月7日 - 9日、新宿・紀伊國屋ホール） - 天野桂子 役
- 劇団まけん組 WALLOP☆THEATER「最高の約束」朗読劇（2020年2月29日 - 3月1日、WALLOP放送局）
- 五反田タイガー7th Stage「WORKER ANTS と 働かないアリ」（2020年3月18日 - 22日、CBGKシブゲキ‼︎） - ビー 役
- Ann&Mary 第4回公演「Ambitious Girls〜アンビシャス ガールズ〜」（2020年4月8日 - 12日、シアターグリーン BOX in BOX THEATER）
- Monkey Works Vol.4「グッバイ・エイリアン」（2020年7月8日 - 12日、草月ホール） - 花木こずえ 役
- 五反田タイガー8th Stage「Refrain〜でも、バイバイ!〜」（2020年9月30日 - 10月4日、草月ホール）

2021年
- トキヲイキル本公演「検温しましょ」東京公演（2021年1月20日 - 24日、上野ストアハウス） - 沢井梨奈 役
- 東京印「蒼い薔薇のシグナル2021」（2021年3月3日 - 7日、中野ザ・ポケット） - 福島結衣 役
- ゲキバカ「ローヤの休日」女囚バージョン（2021年4月22日 - 25日、中野ザ・ポケット） - マリア 役
- メイホリックシアター04「愛を探す怪物」（2021年7月21日 - 25日、中目黒キンケロシアター） - ジェイダ 役
- 五反田タイガー10th Stage「Casket〜深海からみえる星〜」（2021年11月10日 - 14日、草月ホール） - くじらのクーちゃん 役
- ヴァカーエンターテインメント「ラフ・レターズ」（2021年11月24日 - 28日、日暮里・d-倉庫） - ちーちゃん 役
- 劇団TEAM-ODAC第34回本公演「僕らの深夜高速」（2021年12月15日 - 20日、草月ホール） - 茂平弥生 役

2022年
- 劇団PIS★TOL再始動第7回本公演「ヨーイ、ドン」（2022年4月13日 - 17日、中野ザ・ポケット） - 金城愛子 役
- ILLUMINUS「純血の女王」Arkチーム（2022年5月28日 - 6月5日、六行会ホール） - マーゴット 役
- アサルトリリィ×私立ルドビコ女学院「白きレジスタンス～約束の行方～」（2022年6月30日 - 7月6日、新宿・スペース・ゼロ） - 海堂・ベアトリス・千春 役

2023年
- 劇団バルスキッチン 第23回公演「産声フォーユー」（2023年2月22日 - 26日、バルスタジオ） - 峯岸皐月 役

2024年
- Monkey Works Vol.11 「明日は捲る」（2024年5月15日 - 19日、シアターサンモール）
- 演劇集団イヌッコロ 第15回本公演「かげきなデイリープレイス」（2024年9月18日 - 22日、中野・ザ・ポケット） - 甘利 役

2025年
- 片肌☆倶利伽羅紋紋一座「ざ☆くりもん」第33回ロングラン本公演「六道追分」第一期（2025年4月5日 - 27日、シアターグリーン BASE THEATER） - ヒロイン：お菊 役
- 第24回 東出有貴プロデュース「Long believe」（2025年5月8日 - 11日、上野ストアハウス） - 小雪 役
- リントスル企画 vol.1「エンシスの禁忌」（2025年6月25日 28日 - 29日、萬劇場） - キュラ 役
- カラスカ公演「奥様な魔女」（2025年9月24日 - 28日〈予定〉、恵比寿・エコー劇場）

### CM
- 日産センチュリー証券(現・日産証券)イメージガール（2012年9月 - 2013年8月）

### 雑誌
- ジーオーティ　Bejeanグラビア（2014年2月）

### インターネット放送
- 好きになろう（2013年10月 - 、ワロップ放送局）

## リリース作品

### 音楽CD・DVD
お掃除ユニットCLEAR'S参照
- 「愛と勇気のクリーンパワー」にはc/w曲として軽辺ソロの「青春片想い」が収録されている。軽辺ジャケット仕様の限定版も販売された。